# 조지 에즈라
조지 에즈라(George Ezra, 1993년 6월 7일 ~ )는 잉글랜드의 싱어송라이터이다.